# 10,5 cm leFH 16
105-мм польова гармата leFH 16 (10.5-cm-leichte Feldhaubitze 16) (укр. 10,5-сантиметрова легка польова гаубиця зразка 1916 року) — німецька гаубиця часів Першої та Другої світових воєн.

## Історія
Фірма «Рейнметалл» на основі 10.5 cm Feldhaubitze 98/09 (FH 98/09) створила свою гаубицю, що відповідала вимогам артилерійської випробувальної комісії. Влітку 1916 року була підготовлена перша експериментальна батарея, а у вересні того ж року на заводі «Рейнметалл» розпочалося виробництво гармати, яка отримала позначення leFH 16.
Через воєнний стан лафет leFH 16 був уніфікований з FH 98/09. Під час його створення намагалися використовувати якнайбільше деталей від лафета гармати фірми «Крупп». Однаковими були також снаряди, гільзи і порохові заряди. Ствол був довшим, ніж у FH 98/09 — його довжина становила 2,29 м. Створення цієї гаубиці було одним з вимушених рішень, прийнятих через воєнний стан.
Використовувалася Німецькою імперською армією в роки Першої світової війни і Рейхсвером — в роки існування Веймарської республіки. Після війни деяка кількість гаубиць було отримано Бельгією в якості військових трофеїв. Бельгійське позначення — Obusier de 105 GP. Залишалася основною артилерійською гарматою Вермахту до прийняття на озброєння гаубиці 10,5 cm leFH 18 зразка 1935 року, після чого була передана резервним і навчальним підрозділам.
Після захоплення Франції під час Другої світової війни гармати цього типу використовувалися в укріпленнях Атлантичного валу вздовж французького узбережжя. Захоплені вермахтом бельгійські гаубиці отримали індекс 10,5 leFH см 327(b). Частина гаубиць була встановлена на французькі бронеавтомобілі TCM і британські танки Mk VI. Такі імпровізовані САУ використовувалися 5-им загоном 227-го артилерійського полку 227-ї піхотної дивізії, частина з них також становила парк 22-ї танкової дивізії.

## Модернізація
У гармату було внесено ряд невеликих змін, після чого вона отримало позначення 10,5 leFH см 16 nA (neuer Art — нового зразка).
Під час стрільбі більш легкими снарядами від 10,5 cm leFH 18 (14,25-14,81 кг) дальність досягала 9700 м.

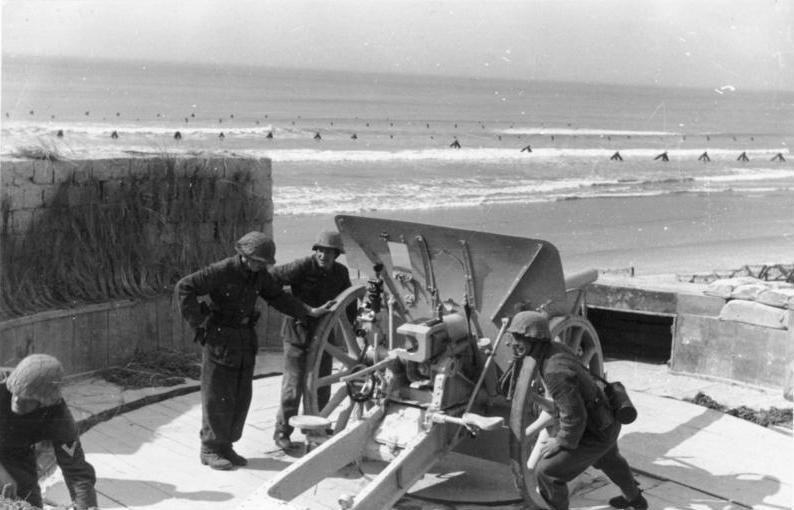
Гаубиця 10,5 leFH см 16 на Атлантичному валу
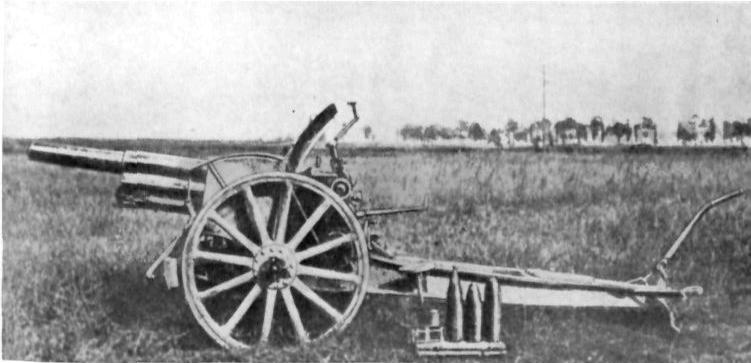
Гаубиця 10,5 leFH см 16 з боєприпасами

## Зброя схожа за ТТХ та часом застосування
- 10-см гаубиця M.14 «Skoda» 14/19
- 105-мм польова гармата M. 15
- 105-мм польова гармата 105/14 modello 18
- 107-мм дивізійна гармата зразка 1940 (М-60)
- 100-мм польова гармата БС-3
- 107-мм гармата зразка 1910/30 років
- 105-мм польова гармата K 17
- 105-мм польова гармата leFH 18
- 105-мм польова гармата M.12
- 105-мм гаубиця MÁVAG 40/43M
- 105-мм гаубиця modèle 1934 Schneider
- 105-мм польова гармата modèle 1925/27 Schneider
- 105-мм польова гармата modèle 1936 Schneider
- 105-мм легка причіпна гаубиця M101
- 105-мм польова гармата Model 1927
- 105-мм польова гармата Тип 38
- 105-мм польова гармата Тип 92